# Margiane
La Margiane (Margu en vieux perse) est une satrapie de la Perse achéménide, sur le cours du Murghab, située autour de l'antique Alexandrie de Margiane, appelée Merv au Moyen Âge et devenue l'actuelle Mary au Turkménistan.

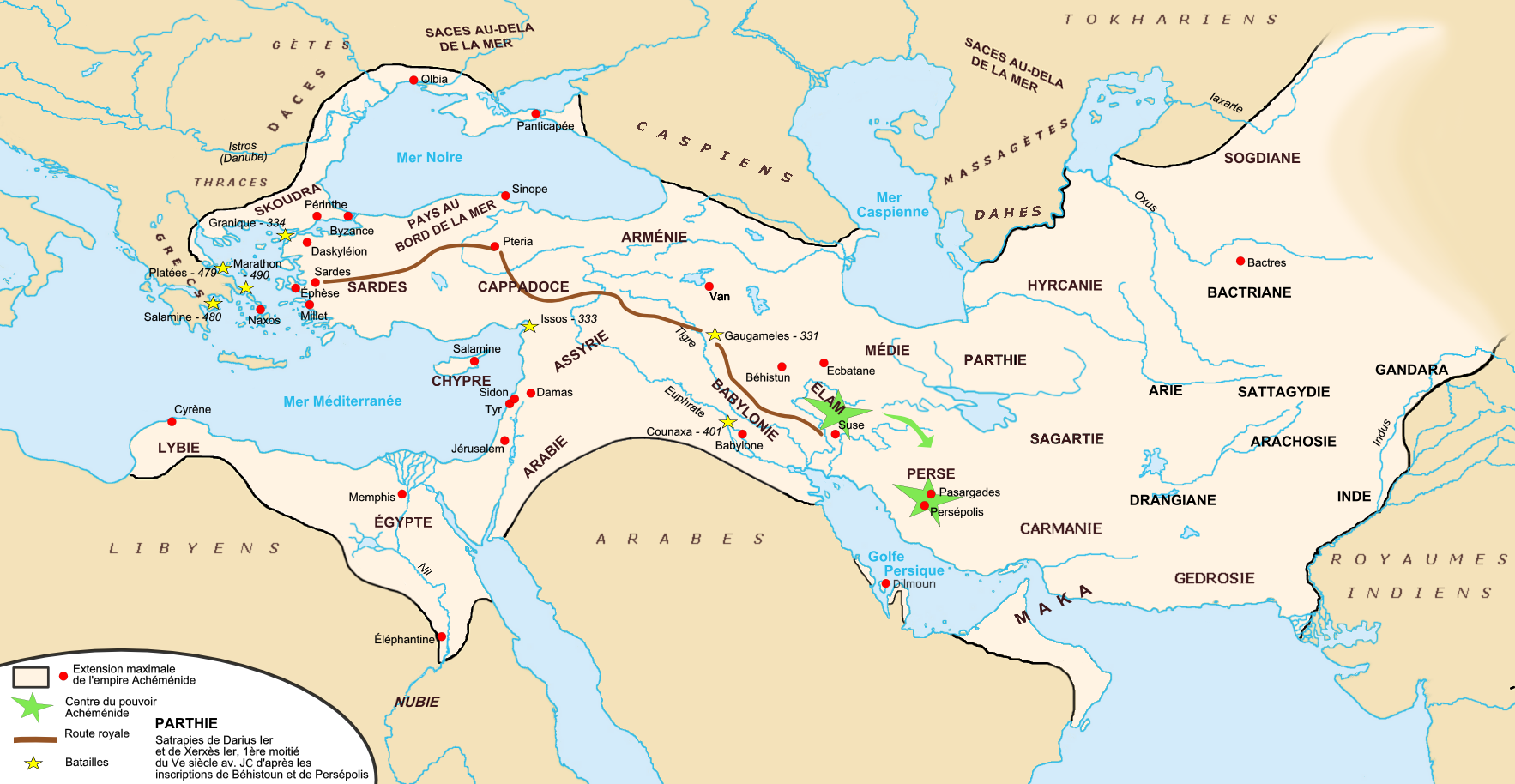
Empire achéménide.

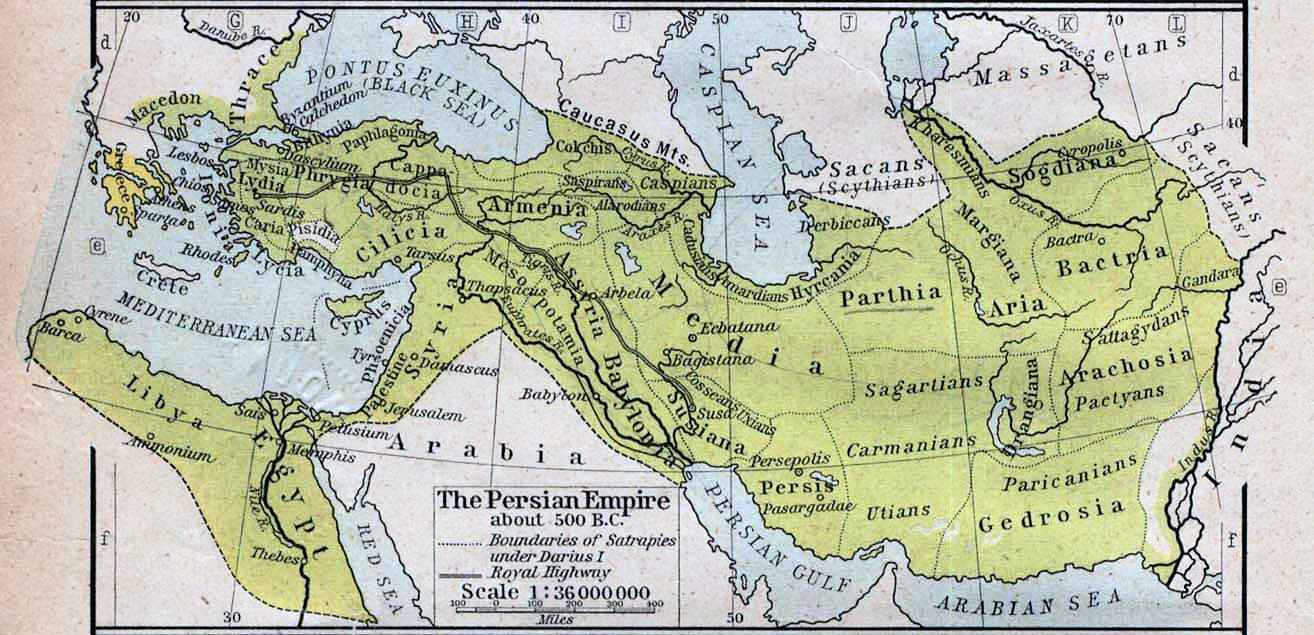
Empire perse vers -500 : satrapies principales.

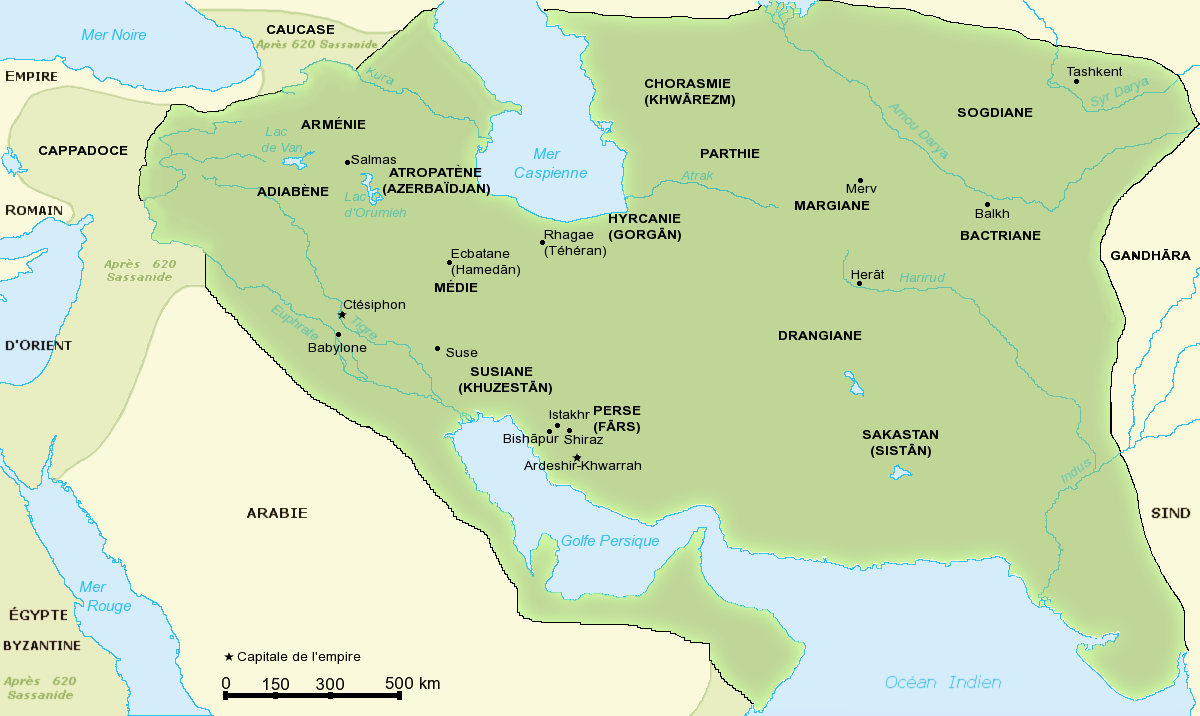
Empire des Sassanides (224-651) à son apogée.

Cette satrapie, sur les territoires actuels du Turkménistan et de l'Afghanistan, était entourée par l'Arie (ouest), la Sogdiane (nord), la Bactriane (est), la Parthie (sud-ouest).
Cette région a connu des établissements humains importants dès l'Âge du bronze ancien : Gonur-depe, Togolok.

## Sources antiques
- Arrien, Anabase
- Diodore d'Agyrion, Bibliothèque historique
- Justin, Abrégé des Philippiques de Trogue Pompée
- Quinte-Curce, Histoire d'Alexandre le Grand
- Strabon, Géographie, XI, 10[1].
- Ptolémée, Géographie, VI, 10[2].